# Mustafa Afshar
Mustafa Afshar (* 25. November 1988 in Kabul) ist ein ehemaliger afghanischer Fußballspieler auf der Position eines Stürmers. Er war zuletzt für Shaheen Asmayee in Kabul und die Afghanische Fußballnationalmannschaft aktiv.

## Karriere

### Verein
Im Jahr 2013 gehörte Afshar dem Kader des Hauptstadtklubs Shaheen Asmayee in der erstklassigen Afghan Premier League an. Hier gewann er bereits in seiner Debütsaison die afghanische Meisterschaft. Ein Jahr später konnte er zusammen mit Amiruddin Sharifi, Muqadar Qazizadar und Hashmatullah Barekzai den Meistertitel verteidigen. 2015 wechselte er innerhalb der Liga zu Maiwand Atalan und erreichte mit der Mannschaft den dritten Platz der Meisterschaft. Mit fünf Toren in sechs Spielen wurde der Afshar zudem erstmals Torschützenkönig der afghanischen Liga. Nach einer kurzen aber erfolglosen Station bei Tofan Harirod kehrte er 2017 zu seinen Heimatverein Shaheen Asmayee zurück und gewann seinen dritten Meistertitel. Im Jahr 2019 beendete er seine aktive Karriere.

### Nationalmannschaft
Sein Debüt für die Afghanische Fußballnationalmannschaft gab Afshar am 4. Mai 2014, im Rahmen eines Freundschaftsspiels, gegen die Auswahl von Tadschikistan (1:0). Ein Jahr später absolvierte er, an der Seite von Djelaludin Sharityar, Fardin Hakimi und Mujtaba Faiz, am 6. Februar 2015 im Spiel gegen die Mannschaft aus Pakistan (1:2) seinen zweiten und letzten Einsatz im Trikot der Nationalmannschaft.

### Erfolge
Verein
- Afghanischer Meister: 2013, 2014, 2017

Persönliche Auszeichnungen
- Torschützenkönig der Afghan Premier League: 2015 (5 Tore)